# 羽生田駅
羽生田駅（はにゅうだえき）は、新潟県南蒲原郡田上町羽生田にある、東日本旅客鉄道（JR東日本）信越本線の駅である。

## 歴史
- 1903年（明治36年）4月19日：北越鉄道の駅として矢代田 - 加茂間に新設開業[2]。
- 1907年（明治40年）8月1日：北越鉄道が国有化され、帝国鉄道庁（国有鉄道）の駅となる[3]。
- 1963年（昭和38年）2月1日：貨物の取り扱いを廃止[3]。
- 1984年（昭和59年）2月1日：荷物の扱いを廃止[3]。
- 1987年（昭和62年）4月1日：国鉄分割民営化により、JR東日本の駅となる[3]。
- 2006年（平成18年）1月21日：ICカード「Suica」の利用が可能となる[4]。
- 2007年（平成19年）12月：現駅舎の供用開始[1]。
- 2021年（令和3年）1月31日：みどりの窓口の営業を終了[5]。
- 2023年（令和5年）3月18日：終日無人化。

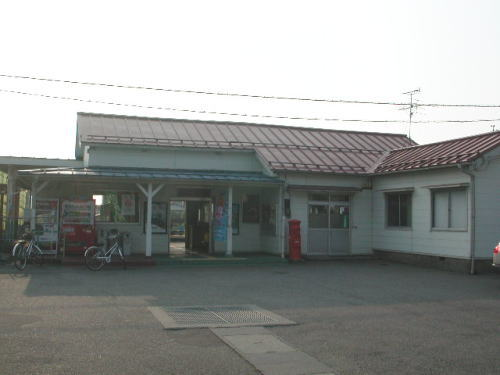
改築前の駅舎（2004年7月）

## 駅構造
単式ホーム1面1線と島式ホーム1面2線、計2面3線のホームを有する地上駅で、両ホームは跨線橋で連絡している。
新津駅が管理する無人駅である。駅舎内には待合室があり、簡易Suica改札機のほか自動販売機、化粧室が設置されている。

### のりば
| 番線 | 路線      | 方向 | 行先     |
| ---- | --------- | ---- | -------- |
| 1・2 | ■信越本線 | 上り | 長岡方面 |
| 2・3 | ■信越本線 | 下り | 新津方面 |

- 2番線は一部列車が使用する。朝1本は新潟駅 - 当駅間の区間系統である。

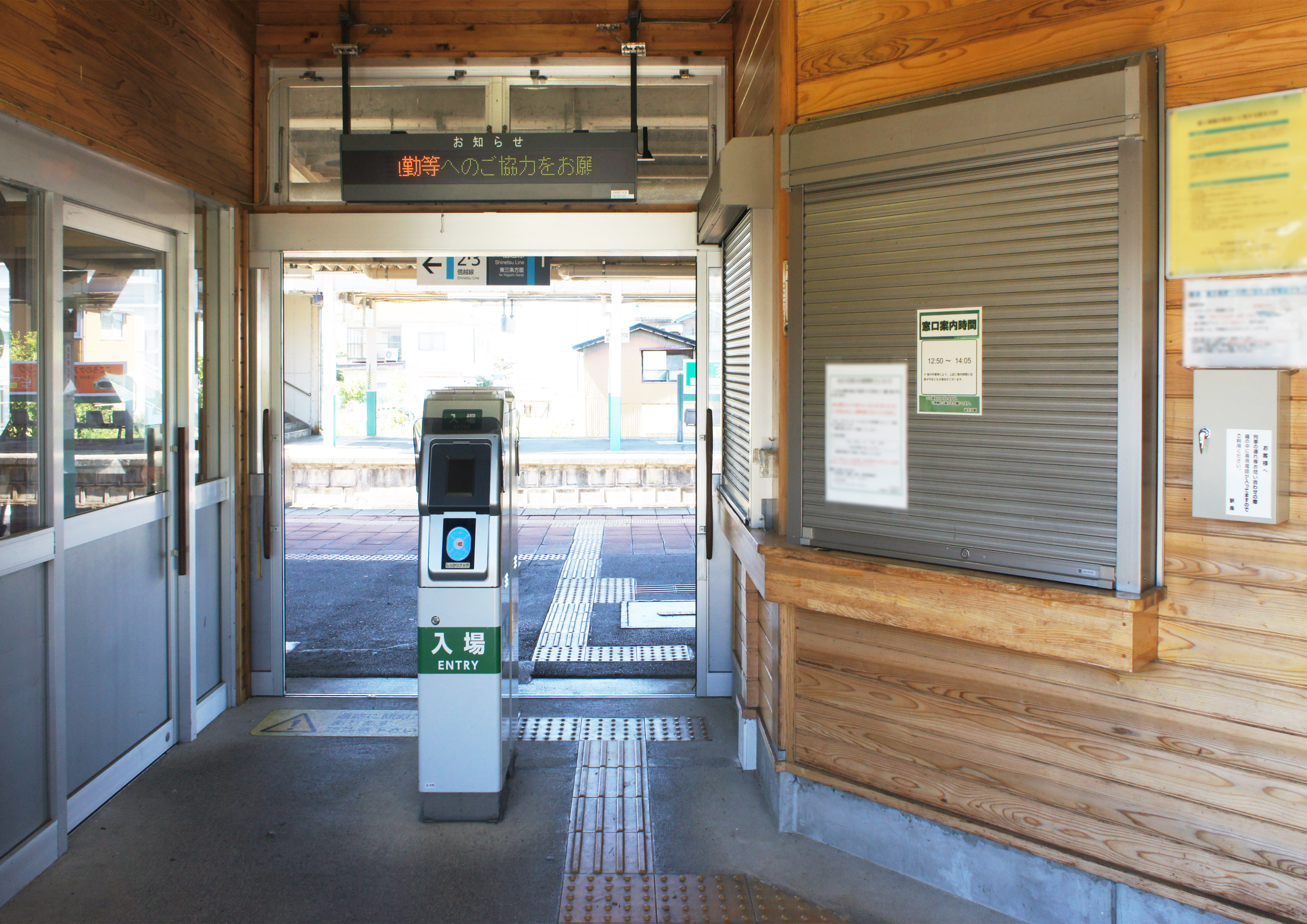
改札口（2021年9月）
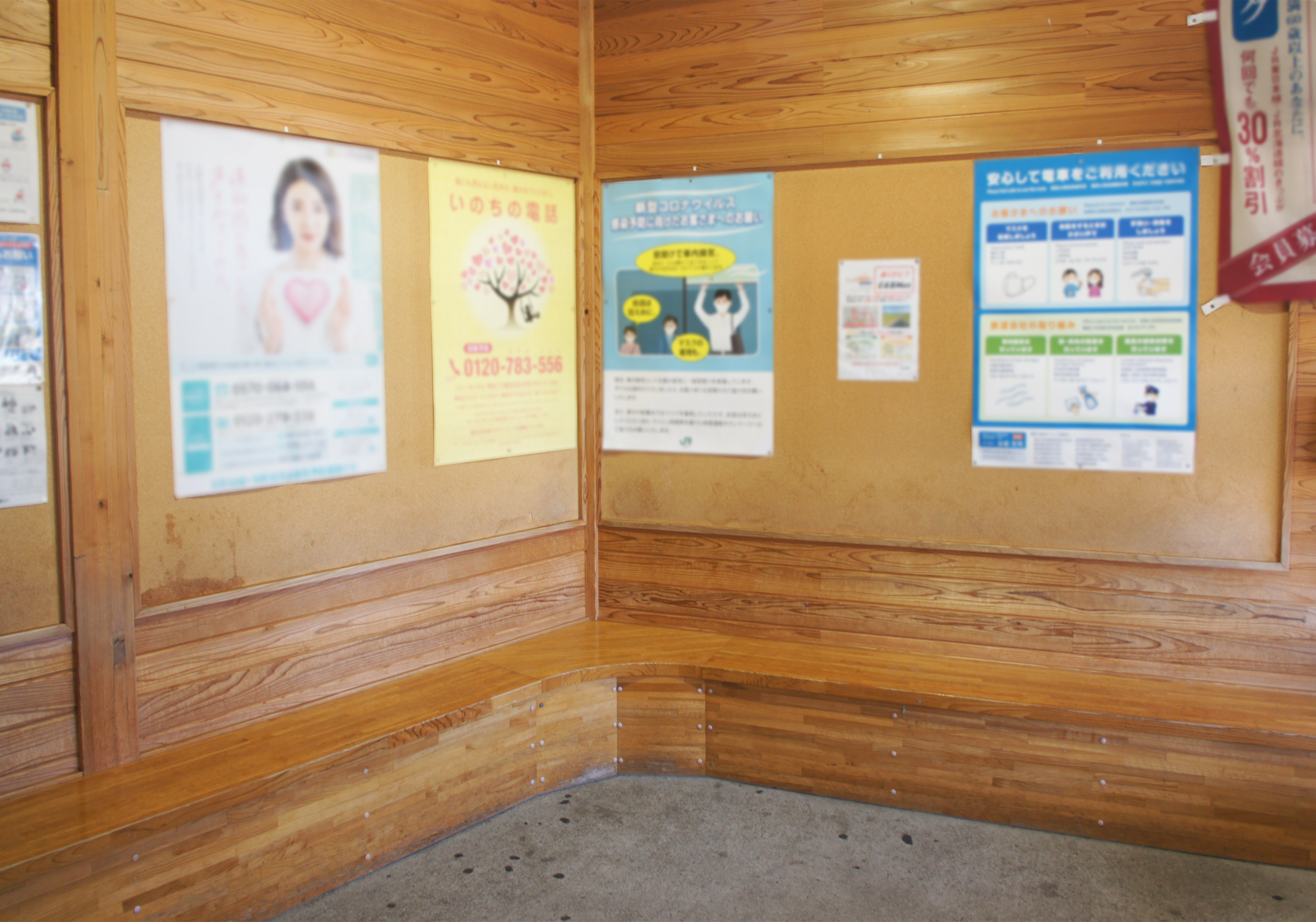
待合室（2021年9月）
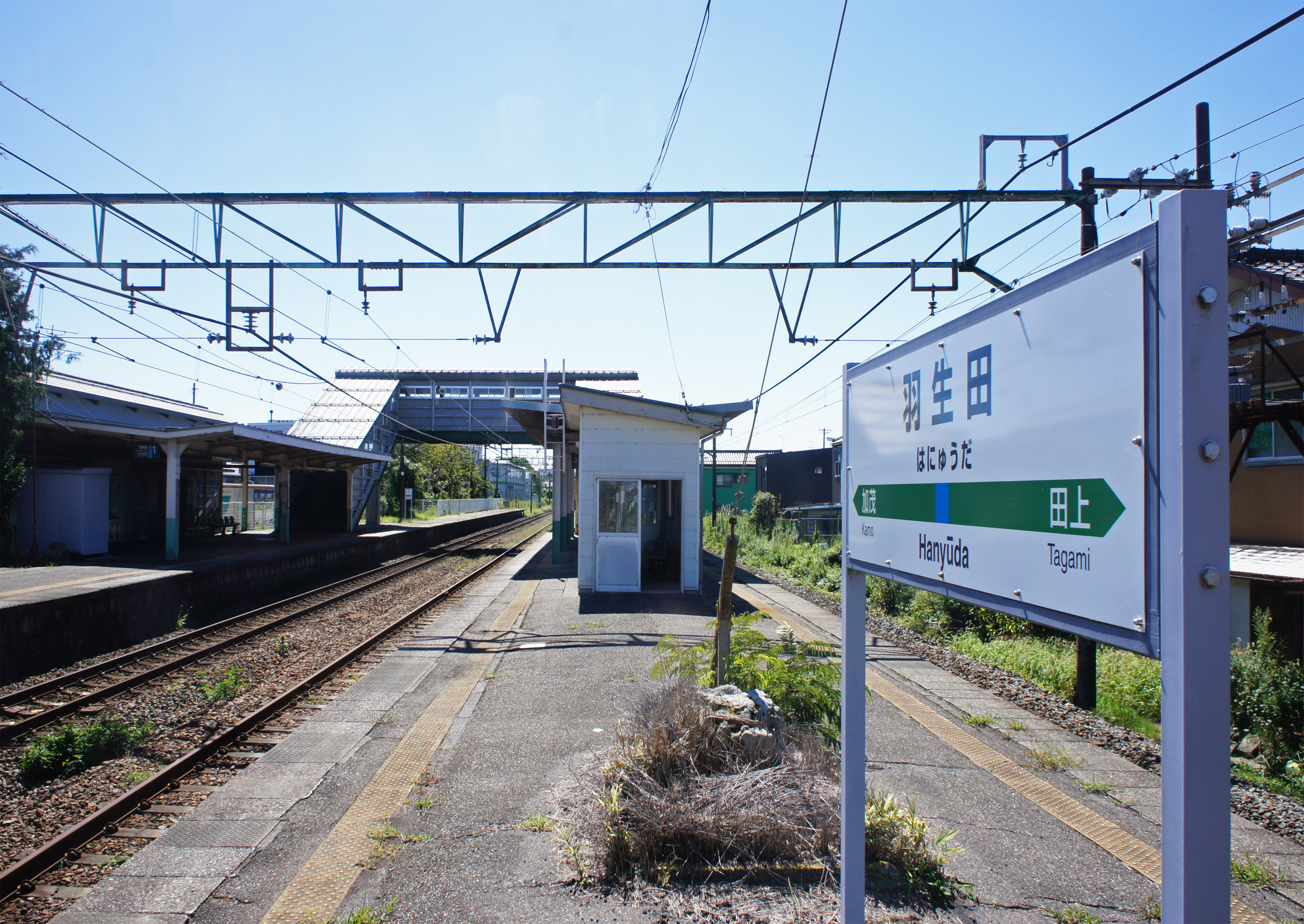
ホーム（2021年9月）

## 利用状況
JR東日本によると、2000年度（平成12年度）- 2021年度（令和3年度）の1日平均乗車人員の推移は以下のとおりであった。
| 1日平均乗車人員推移 | 1日平均乗車人員推移 | 1日平均乗車人員推移 | 1日平均乗車人員推移 | 1日平均乗車人員推移 |
| 年度                | 定期外              | 定期                | 合計                | 出典                |
| ------------------- | ------------------- | ------------------- | ------------------- | ------------------- |
| 2000年（平成12年）  |                     |                     | 692                 | [ 利用客数 1 ]      |
| 2001年（平成13年）  |                     |                     | 717                 | [ 利用客数 2 ]      |
| 2002年（平成14年）  |                     |                     | 705                 | [ 利用客数 3 ]      |
| 2003年（平成15年）  |                     |                     | 678                 | [ 利用客数 4 ]      |
| 2004年（平成16年）  |                     |                     | 679                 | [ 利用客数 5 ]      |
| 2005年（平成17年）  |                     |                     | 685                 | [ 利用客数 6 ]      |
| 2006年（平成18年）  |                     |                     | 698                 | [ 利用客数 7 ]      |
| 2007年（平成19年）  |                     |                     | 706                 | [ 利用客数 8 ]      |
| 2008年（平成20年）  |                     |                     | 704                 | [ 利用客数 9 ]      |
| 2009年（平成21年）  |                     |                     | 668                 | [ 利用客数 10 ]     |
| 2010年（平成22年）  |                     |                     | 661                 | [ 利用客数 11 ]     |
| 2011年（平成23年）  |                     |                     | 629                 | [ 利用客数 12 ]     |
| 2012年（平成24年）  | 129                 | 482                 | 612                 | [ 利用客数 13 ]     |
| 2013年（平成25年）  | 129                 | 483                 | 612                 | [ 利用客数 14 ]     |
| 2014年（平成26年）  | 123                 | 453                 | 577                 | [ 利用客数 15 ]     |
| 2015年（平成27年）  | 120                 | 449                 | 570                 | [ 利用客数 16 ]     |
| 2016年（平成28年）  | 117                 | 398                 | 516                 | [ 利用客数 17 ]     |
| 2017年（平成29年）  | 115                 | 380                 | 496                 | [ 利用客数 18 ]     |
| 2018年（平成30年）  | 115                 | 381                 | 497                 | [ 利用客数 19 ]     |
| 2019年（令和元年）  | 110                 | 379                 | 489                 | [ 利用客数 20 ]     |
| 2020年（令和02年）  | 70                  | 329                 | 400                 | [ 利用客数 21 ]     |
| 2021年（令和03年）  | 74                  | 319                 | 393                 | [ 利用客数 22 ]     |

## 駅周辺
駅前は商店や住宅、工場が混在する。駅裏手は新興住宅地となっている。当駅は田上町役場の最寄駅となっている。

### 駅前（東側）
- 新潟県道104号羽生田停車場線
- 国道403号
- JAえちご中越 田上支店
- ウエルシア 新潟田上店
- 羽生田郵便局

### 駅西側
- 田上町役場
- 道の駅たがみ

## バス路線
国道403号の羽生田駅前交差点角には、新潟交通グループの新潟交通観光バスが運行する湯田上線のバス停留所（「羽生田駅前」バス停）が設けられている。このほか、町の予約型乗合タクシー「ゴマンド号」の乗降場所となっている。
- 湯田上方面
  - 湯田上・ごまどう湯ったり館
- 加茂方面
  - 加茂病院前・加茂駅前

## 隣の駅
東日本旅客鉄道（JR東日本）
■信越本線
■快速
通過
■普通
加茂駅 - 羽生田駅 - 田上駅

### 記事本文
1. 1 2 3 4 5 6  『週刊 JR全駅・全車両基地』 14号 長野駅・新津駅・高田駅ほか、朝日新聞出版〈週刊朝日百科〉、2012年11月11日、25頁。
2. 1 2  「停車場設置」『官報』1903年4月24日（国立国会図書館デジタル化資料）
3. 1 2 3 4  石野哲（編）『停車場変遷大事典 国鉄・JR編 Ⅱ』JTB、1998年、587頁。ISBN 978-4-533-02980-6。
4. ↑  『2006年1月21日（土）新潟エリアSuicaデビュー!』（PDF）（プレスリリース）東日本旅客鉄道新潟支社、2005年9月21日。オリジナルの2006年1月5日時点におけるアーカイブ。2021年1月8日閲覧。
5. ↑  “駅の情報（羽生田駅）：JR東日本”.   東日本旅客鉄道. 2021年1月7日時点のオリジナルよりアーカイブ。2021年1月7日閲覧。
6. 1 2  “JR東日本：駅構内図・バリアフリー情報（羽生田駅）”.   東日本旅客鉄道. 2025年5月3日閲覧。
7. ↑  “田上町デマンド型乗合タクシー「ゴマンド号」リーフレット” (PDF). 田上町デマンド型乗合タクシーゴマンド号 - 新潟県田上町.   田上町. 2025年5月3日閲覧。

### 利用状況
1. ↑  “各駅の乗車人員（2000年度）”.   東日本旅客鉄道. 2019年4月4日閲覧。
2. ↑  “各駅の乗車人員（2001年度）”.   東日本旅客鉄道. 2019年4月4日閲覧。
3. ↑  “各駅の乗車人員（2002年度）”.   東日本旅客鉄道. 2019年4月4日閲覧。
4. ↑  “各駅の乗車人員（2003年度）”.   東日本旅客鉄道. 2019年4月4日閲覧。
5. ↑  “各駅の乗車人員（2004年度）”.   東日本旅客鉄道. 2019年4月4日閲覧。
6. ↑  “各駅の乗車人員（2005年度）”.   東日本旅客鉄道. 2019年4月4日閲覧。
7. ↑  “各駅の乗車人員（2006年度）”.   東日本旅客鉄道. 2019年4月4日閲覧。
8. ↑  “各駅の乗車人員（2007年度）”.   東日本旅客鉄道. 2019年4月4日閲覧。
9. ↑  “各駅の乗車人員（2008年度）”.   東日本旅客鉄道. 2019年4月4日閲覧。
10. ↑  “各駅の乗車人員（2009年度）”.   東日本旅客鉄道. 2019年4月4日閲覧。
11. ↑  “各駅の乗車人員（2010年度）”.   東日本旅客鉄道. 2019年4月4日閲覧。
12. ↑  “各駅の乗車人員（2011年度）”.   東日本旅客鉄道. 2019年4月4日閲覧。
13. ↑  “各駅の乗車人員（2012年度）”.   東日本旅客鉄道. 2019年4月4日閲覧。
14. ↑  “各駅の乗車人員（2013年度）”.   東日本旅客鉄道. 2019年4月4日閲覧。
15. ↑  “各駅の乗車人員（2014年度）”.   東日本旅客鉄道. 2019年4月4日閲覧。
16. ↑  “各駅の乗車人員（2015年度）”.   東日本旅客鉄道. 2019年4月4日閲覧。
17. ↑  “各駅の乗車人員（2016年度）”.   東日本旅客鉄道. 2019年4月4日閲覧。
18. ↑  “各駅の乗車人員（2017年度）”.   東日本旅客鉄道. 2019年4月4日閲覧。
19. ↑  “各駅の乗車人員（2018年度）”.   東日本旅客鉄道. 2019年7月16日閲覧。
20. ↑  “各駅の乗車人員（2019年度）”.   東日本旅客鉄道. 2020年7月13日閲覧。
21. ↑  “各駅の乗車人員（2020年度）”.   東日本旅客鉄道. 2021年7月25日閲覧。
22. ↑  “各駅の乗車人員（2021年度）”.   東日本旅客鉄道. 2022年8月8日閲覧。